# Dance Dance Dance
A Dance Dance Dance a nyugatnémet Arabesque együttes nyolcadik nagylemeze, amely 1983-ban jelent meg. A felvételi munkálatok a frankfurti Europasound Studiosban zajlottak. Énekesnők: Sandra, Michaela és Jasmin. Az LP bizonyos országokban Loser Pays The Piper címmel jelent meg.

## A dalok

### A oldal
1. Loser Pays the Piper 3.21
2. Heart on Fire 3.38
3. Pack It Up 3.41
4. For Your Smile 2.58
5. Sunrise In Your Eyes 3.18

### B oldal
1. Dance Dance Dance 3.10
2. Angel Face 3.15
3. You Better Get A Move On 2.52
4. Stupid Boys 3.07
5. Bye Bye Superman 3.21

(Valamennyi dal a Jean Frankfurter – John Moering páros szerzeménye.)

## Közreműködők
- Felvételvezető: Jean Frankfurter
- Hangmérnök: Klaus Wilcke
- Producer: Wolfgang Mewes

## Legnagyobb slágerek
- Loser Pays the Piper
- Pack It Up
- Sunrise In Your Eyes
- Dance Dance Dance